# سيموسوكس
السيموسوكس (Simosuchus) (بمعنى «التمساح الأفطس» باللغة اليونانية، في إشارة إلى الخطم الحاد للحيوان) هي فصيلة منقرضة من أشباه التمساحيات النوتوسوكيا من العصر الطباشيري المتأخر في مدغشقر. 
كان هذا الحيوان موضوع العديد من الدراسات في السنوات التالية لوصفه، وقد تم تجميعها في عام 2010 في ملحق لمجلة (Journal of Vertebrate Paleontology).

المقارنة مع حجم الإنسان